# Projection (économie)
Pour les articles homonymes, voir Projection.
Une projection est une technique visant à la prévision de valeurs futures basées sur des courbes d'évolution de données passées et sur un modèle mathématique reliant ces données.
Les projections sont utilisées en économie (en macroéconomie principalement) et en statistique.

## Validité des projections
Les prévisions obtenues par les projections sont des fourchettes de valeurs à une date donnée présentées généralement sous forme de courbes d'hypothèses hautes et d'hypothèses basses en fonction du temps.
Les écarts ou incertitudes de la projection sont de deux ordres:
- le modèle mathématique n'intègre pas des formules correctives non connues à la date du calcul. Les systèmes économiques, sociaux ou physiques réagissent à la variation des paramètres étudiés selon des lois qui ne sont pas pris en compte dans le modèle initial. cette réaction a la plupart du temps un effet atténuateur, mais peut avoir aussi un effet amplificateur amenant des écarts imprévisibles par la projection.
- la cinétique de la variation n'est généralement pas accessible. le facteur temps pouvant ne pas être intégré dans les modèles mathématiques qui sont souvent des équations d'équilibre statique et non dynamique.

L'écart qui en résulte est un décalage dans le temps des valeurs obtenues par la projection, cet écart n'est généralement pas représenté sur les courbes et n'est pas intégré aux fourchettes hautes et basses, mais n'entachent pas la validité de la projection, qui se trouve seulement différée dans le temps.

## Exemple de projections
- Démographie
- Modèles de croissance macroéconomique
- Gestion des ressources énergétiques et développement durable